# 鋸蓋魚

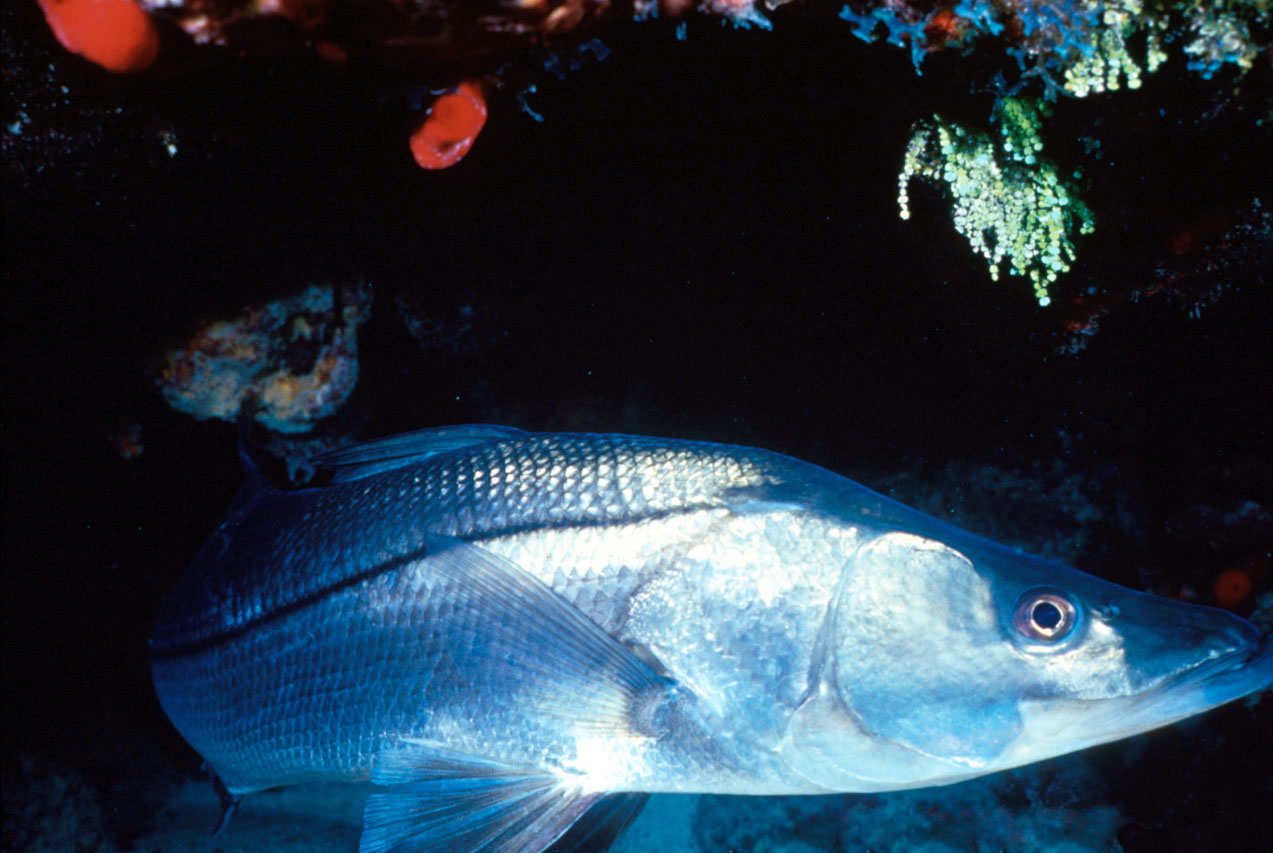
锯盖鱼

鋸蓋魚為輻鰭魚綱鱸形目鱸亞目鋸蓋魚科的一種，分布於西大西洋佛羅里達、墨西哥灣、加勒比海至巴西淡水、半鹹水及海域，體長可達140公分，棲息在沿海、潟湖及河口底層水域，屬肉食性，以甲殼類及魚類為食，繁殖期約在9月，會進入淡水河川產卵，生活習性不明，可做為食用魚、養殖魚及遊釣魚。

## 擴展閱讀
維基物種上的相關：鋸蓋魚